# Nobody's Home (cântec de Avril Lavigne)
Nobody's Home este cel de-al treilea disc single extras de pe albumul Under My Skin, al cântăreței de origine canadiană Avril Lavigne. Cântecul a fost lansat în noiembrie 2004; acesta a câștigat popularitate în țările anglofone, sporind succesul albumului de proveniență.

## Informații generale
Nobody's Home este cel de-al patrulea single extras de pe albumul Under My Skin. Este scris de către Avril Lavigne cu ajutorul fostului chitarist al trupei Evanescence, Ben Moody și se încadrează în categoria baladă rock, având un ritm în general mult mai lent decât celelalte melodii incluse pe album. Oamenii care au ascultat melodia, au susținut că tema acesteia este strâns legată de viața artisei, dar aceasta a negat aceste lucruri, declarând că „Nobody's Home” este despre o fată din liceu. Nu eram prietene sau altceva, dar o vedeam zilnic... Ea alesese calea greșită, iar viața sa nu era extraordinară.” 
Nobody's Home a obținut difuzări intense la posturile radio din America, câștigând astfel poziții remarcabile în topurile de specialitate.
Sensul melodiei poate fi interpretat în trei feluri. Avril Lavigne spunea în timpul concertelor, înainte de a interpreta piesa că a compus această melodie, având ca temă sentimentele unei colege care se simțea distrusă. Ea vorbește la general despre sărăcie. Cântecul spune povestea unei fete, care ajunge acasă și realizează că nu este nimeni înăuntru și începe să plângă din cauza faptului că trebuie să locuiască pe străzi. Cea de-a doua variantă adoptă o temă mult mai crudă, unii susținând că versurile melodiei ascund o poveste mult mai dură și profundă. Poveste a unei fete lipsite de prieteni, familie și oameni cărora le păsa de ea au dispărut, care are probleme grave precum drogurile, exmatricularea sau o sarcină prematură. Totuși videoclipul filmat pentru acest single adoptă o temă a sărăciei, lucru care neagă această interpretare. Iar cea de-a treia variantă se bazează pe acțiunea din videoclip, în care Lavigne este surprinsă dând un telefon unei femei bătrâne, care poate fi mama sa, lăsând astfel ocazia abodării unei noi povești referitoare la o fată care a fugit de acasă.
În videoclipul filmat pentru Nobody's Home Lavigne joacă rolul unei adolescente fără adăpost care doarme alături de o altă fată pe străzi. Lavigne a declarat că filmarea acestui videoclip a fost amuzantă, ea fiind nevoită să poarte o perucă neagră și blugi foarte deteriorați. Ea de asemenea a trebuit să joace și rolul unei fete bogate, îmbrăcată în rochie, cu părul aranjat, cântând alături de orchestră.
În prima parte a videoclipului poate fi observat, apărând litelere: „A+D”, simbolizând iubirea dintre ea și actualul său soț: Deryck Whibley. Această scriere reapare încă o dată pe parcursul videoclipului, iar în ultima parte apare și Monique, una dintre cele mai bune prietene ale sale.

## Lista melodiilor
Germany and Taiwan
1. "Nobody's Home" (Album version)
2. "Nobody's Home" (Live acoustic version)
3. "Knockin' on Heaven's Door"
4. "I Always Get What I Want"
5. "Nobody's Home" (Music video)

UK CD 1
1. "Nobody's Home" (Album version)
2. "Nobody's Home" (Live acoustic version)

UK CD 2
1. "Nobody's Home" (Album version)
2. "Nobody's Home" (Live acoustic version)
3. "Knockin' on Heaven's Door"
4. "Nobody's Home" (Video)

Australia
1. "Nobody's Home" (Album version)
2. "Nobody's Home" (Live acoustic version)
3. "Knockin' on Heaven's Door"
4. "I Always Get What I Want"

Japan
1. "Nobody's Home" (Album version)
2. "My Happy Ending" (Live acoustic version)
3. "Take Me Away" (Live acoustic version)
4. "Nobody's Home" (Music video)

U.S. promo
1. "Nobody's Home" (Album version)
2. Instrumental excerpt of "Nobody's Home"
3. Suggested callout hook of "Nobody's Home"

European promo
1. "Nobody's Home" (Album version)

## Poziții ocupate în topuri
| Chart                                | Position |
| ------------------------------------ | -------- |
| Argentinean Top 40 Singles Chart     | 1        |
| United World Chart                   | 11       |
| American Top 40                      | 14       |
| Belgian Ultratip (under 50) Flanders | 1        |
| Los 40 Principales Spain             | 28       |
| U.S. Billboard Adult Contemporary    | 38       |
| U.S. Billboard Hot 100               | 41       |
| U.S. Billboard Pop 100               | 19       |
| U.S. Billboard Pop 100 Airplay       | 14       |
| Brazil Hot 100 Singles Chart         | 11       |
| Canadian BDS Airplay Chart           | 4        |
| Australian ARIA Singles Chart        | 24       |
| Switzerland Top 100 Chart            | 35       |
| Mexican Top 100 Singles Chart        | 1        |
| UK Singles Chart                     | 24       |
| Dutch Top 40                         | 37       |
| Irish Singles Chart                  | 19       |
| U.S. ARC Chart (Radio) Top 40        | 4        |
| Euro 200                             | 98       |
| Italian Top 40                       | 21       |
| Venezuelan Singles Chart             | 3        |